# 美国太平洋舰队潜艇部队司令
美国太平洋舰队潜艇部队司令（Commander, Submarine Force, U.S. Pacific Fleet，COMSUBPAC）是美國太平洋艦隊（COMPACFLT）司令的主要顾问，主要负责潜艇事务。太平洋潜艇部队（ The Pacific Submarine Force ，SUBPAC）下轄的艦艇包括整个太平洋地区的攻击型潜艇、弹道导弹潜艇和辅助型潜艇、潛水母艦、浮动潜艇码头、深潜器和潜艇救援船。美国太平洋舰队潜艇部队司令的任务是負責必要的训练、后勤计划、人力和作战计划，以保持部队在和平时期和戰爭時期的作戰能力。

## 外部鏈接
- Commander Submarine Force, U.S. Pacific Fleet （页面存档备份，存于）